# Bitwa morska pod Lade
Bitwa morska pod Lade – starcie zbrojne, które miało miejsce w roku 494 p.n.e. pomiędzy flotami Jonów i Persów. Był to kulminacyjny punkt powstania jońskiego i jednocześnie początek wojen perskich.

## Przyczyny
Powstanie jońskie rozpoczęło się w roku 499 p.n.e., kiedy to Arystagoras, tyran Miletu i zięć przetrzymywanego jako zakładnik w Suzie poprzedniego władcy Histiajosa, zdecydował się przeciwstawić zbrojnie Persom podbijającym właśnie greckie kolonie w Azji Mniejszej. Arystagoras wezwał na pomoc miasta-państwa Grecji kontynentalnej, na co odpowiedziały Ateny. Połączone siły Hellenów w roku 498 p.n.e. zdobyły i doszczętnie spaliły Sardes, stolicę granicznej satrapii. Persowie po czterech latach odpowiedzieli atakiem sił morskich.

## Bitwa
Perski dowódca Artafernes do roku 494 p.n.e. zdobył większość jońskich miast, natrafiając na zdecydowany opór jedynie ze strony oblężonego od strony lądu i morza Miletu. Perska flota starła się z siłami Greków w pobliżu niewielkiej wyspy Lade (tur. Batiköy) w pobliżu Miletu. Jonowie, którym towarzyszyły flotylle z wielu wysp Morza Egejskiego, zgromadzili 353 trirem, ale Persowie mieli według Herodota (Dzieje VI, 9) 600 okrętów. Kapitanowie jońskiej floty oddali się pod rozkazy Fokajczyka Dionizjosa, który – również według Herodota – musztrował piechotę morską i załogi okrętów w upale słonecznym, co zniechęciło żeglarzy, którzy po tygodniu odmówili wykonywania rozkazów. Całą flotę sprzymierzonych ogarnęło zniechęcenie i, gdy Persowie ruszyli wreszcie do ataku, większość okrętów otwarcie odmówiła przystąpienia do walki; 49 okrętów z Samos wycofało się z szyku, podniosło żagle i uciekło, a za ich przykładem poszło 70 trirem z Lesbos i wiele innych. Pozostałe, a zwłaszcza sto okrętów z Chios, kontynuowały walkę, ale przewaga wroga była zbyt duża. Straciwszy połowę eskadry, reszta flotylli z Chios także uciekła. Dionizjos zrozumiał, że bitwa jest przegrana, również wycofał swe okręty, kierując je na wody fenickie, gdzie zatopił wiele statków handlowych, po czym udał się na Sycylię. Pozostałe okręty greckie zostały zniszczone, a Milet skapitulował wkrótce potem. Miasto zostało (dla zastraszenia innych) zburzone do fundamentów, a jego mieszkańcy sprzedani w niewolę.

## Rezultaty
Powstanie jońskie zostało zdławione, a w roku 492 p.n.e. Persowie podbili Macedonię i Trację. Aż do roku 490 p.n.e. i bitwy pod Maratonem, nikt w Grecji nie był w stanie stawić im oporu. Walczył jeszcze, stosując pirackie metody, były tyran Miletu Histiajos, ale został ujęty po nieudanym ataku na Tazos. Artafernes wbił go na pal, a głowę odesłał Dariuszowi.